# لجنة الحقوق والحريات والعلاقات الخارجية (تونس)
لجنة الحقوق والحريات والعلاقات الخارجية هي إحدى اللجان القارة التسعة لمجلس نواب الشعب التونسي.

منذ 2 مارس 2016 (المجلس الأول) تترأس هذه اللجنة عبادة الكافي.

## المهام
تختص لجنة الحقوق والحريات والعلاقات الخارجية بالنظر في المشاريع والمقترحات والمسائل المتعلقة ب: 
- الحريات العامة وحقوق الإنسان.
- العفو التشريعي العام والعدالة الانتقالية.
- الشؤون الدينية.
- المجتمع المدني والاعلام.
- العلاقات الخارجية والتعاون الدولي.

ويتولى مهمة مقرر فيها أحد أعضاء المعارضة. 

## رؤساء اللجنة
| الرئيس            | الكتلة | الكتلة                     | العهدة         | العهدة         | الهيئة التشريعية                                 |
| ----------------- | ------ | -------------------------- | -------------- | -------------- | ------------------------------------------------ |
| صالح الطبرقي      |        | التجمع الدستوري الديمقراطي | 11 نوفمبر 2009 | 9 فبراير 2011  | المدة النيابية الثانية عشرة لمجلس النواب التونسي |
| سعاد عبد الرحيم   |        | حركة النهضة                | 13 فبراير 2012 | 2 ديسمبر 2014  | المجلس الوطني التأسيسي التونسي                   |
| بشرى بالحاج حميدة |        | نداء تونس                  | 27 فبراير 2015 | 2 مارس 2016    | المدة النيابية الأولى لمجلس نواب الشعب التونسي   |
| عبادة الكافي      |        | الكتلة الحرة               | 2 مارس 2016    | 24 أكتوبر 2017 | المدة النيابية الأولى لمجلس نواب الشعب التونسي   |
| نوفل الجمالي      |        | حركة النهضة                | 24 أكتوبر 2017 | الآن           | المدة النيابية الأولى لمجلس نواب الشعب التونسي   |

## مكتب اللجنة

### 2011 - 2014
تتكون هذه اللجنة من 20 عضوا.
| المنصب          | الاسم              | الكتلة | الكتلة              | الدائرة الانتخابية |
| --------------- | ------------------ | ------ | ------------------- | ------------------ |
| الرئيس          | سعاد عبد الرحيم    |        | حركة النهضة         | تونس الثانية       |
| نائب الرئيس     | فاطمة الغربي       |        | غير المنتمين        | نابل الثانية       |
| المقرر          | إياد الدهماني      |        | غير المنتمين        | سليانة             |
| مقرر مساعد أول  | عائشة الذوادي      |        | حركة النهضة         | بنزرت              |
| مقرر مساعد ثاني | نور الدين المرابطي |        | الانتقال الديمقراطي | سليانة             |

### 2014 - حاليا
تتكون هذه اللجنة من 22 عضوا.
| المنصب          | الاسم        | الكتلة | الكتلة              | الدائرة الانتخابية |
| --------------- | ------------ | ------ | ------------------- | ------------------ |
| الرئيس          | نوفل الجمالي |        | حركة النهضة         | سيدي بوزيد         |
| نائب الرئيس     | رضا الزغندي  |        | نداء تونس           | زغوان              |
| المقرر          | عماد الدايمي |        | الكتلة الديمقراطية  | مدنين              |
| مقرر مساعد أول  | أيمن علوي    |        | الجبهة الشعبية      | القصرين            |
| مقرر مساعد ثاني | توفيق الجملي |        | الاتحاد الوطني الحر | بن عروس            |

| المنصب          | الاسم         | الكتلة | الكتلة       | الدائرة الانتخابية |
| --------------- | ------------- | ------ | ------------ | ------------------ |
| الرئيس          | عبادة الكافي  |        | الكتلة الحرة | الكاف              |
| نائب الرئيس     |               |        | حركة النهضة  |                    |
| المقرر          | عماد الدايمي  |        | غير المنتمين | مدنين              |
| مقرر مساعد أول  | إيمان بن محمد |        | حركة النهضة  | إيطاليا            |
| مقرر مساعد ثاني | سناء الصالحي  |        | نداء تونس    | سليانة             |

| المنصب          | الاسم            | الكتلة | الكتلة         | الدائرة الانتخابية |
| --------------- | ---------------- | ------ | -------------- | ------------------ |
| الرئيس          | بشرى بلحاج حميدة |        | نداء تونس      | تونس الثانية       |
| نائب الرئيس     | نوفل الجمالي     |        | حركة النهضة    | سيدي بوزيد         |
| المقرر          | أيمن العلوي      |        | الجبهة الشعبية | القصرين            |
| مقرر مساعد أول  | الخنساء بن حراث  |        | نداء تونس      | الكاف              |
| مقرر مساعد ثاني | إيمان بن محمد    |        | حركة النهضة    | إيطاليا            |

## روابط خارجية
- صفحة اللجنة على الموقع الرسمي لمجلس نواب الشعب.
- صفحة اللجنة لمجلس نواب الشعب على موقع مرصد التابع لمنظمة البوصلة.
- صفحة اللجنة للمجلس التأسيسي على موقع مرصد التابع لمنظمة البوصلة.